# Célimène und der Kardinal
Célimène und der Kardinal (französischer Originaltitel: Célimène et le Cardinal) ist ein Theaterstück des französischen Dramatikers Jacques Rampal von 1992, das Molières Stück „Der Menschenfeind“ fortsetzt. Bekannte Schauspielerinnen wie Ludmila Mikaël (1993) und Claude Jade (2006) verkörperten die Célimène an französischen Bühnen.
Bei Rampal begegnen sich die Liebenden Célimène und Alceste nach 20 Jahren wieder. Rampal verwendet dafür Alexandriner wie bei Molière, so dass der Eindruck entstehen kann, Molière habe es geschrieben, obwohl das Stück erst 1993 entstand. Das Stück erhielt 1993 drei Molières, den höchsten Theaterpreis Frankreichs.

## Handlung
Alceste, inzwischen Kardinal, lädt sich in das Haus seiner ehemaligen Geliebten Célimène ein, die weit weg vom Hof, den sie durch die Heirat mit einem Bürgerlichen „verraten“ hat, mit ihren vier Kindern vollkommen glücklich zu sein scheint. Doch was hat der Kardinal mit dieser harmlosen Frau vor? Sie retten! Er behauptet, dass er seit Monaten von einem schrecklichen Traum verfolgt wird, den er für eine Botschaft des Himmels hält und in dem Célimène in tödlicher Gefahr schwebt … Célimène hat sich jedoch hinter ihrem bürgerlichen Glück weiterhin ihre Freiheit bewahrt. Célimène pflegt ihre Gedanken dem Mann entgegenzuschmettern, der Kardinal geworden ist. Beide liefern sich einen hierarchischen und feministischen Kampf um die zweifelhafte Bedeutung des Klerus. Das Stück behandelt unter temporeichen Wendungen und mit exquisitem Humor Themen wie die religiöse Intoleranz, den Fanatismus, die Stelle der Frau in der Gesellschaft.

## Verfilmung
Die Inszenierung durch Rampal selbst mit Claude Jade und Patrick Préjean wurde 2006 fürs Fernsehen inszeniert und ist als DVD bei Éditions l’Harmattan erhältlich. Der Film lief 2006 auch im Kino des Pariser Kulturzentrums Lucernaire.

## Kritiken
„Die Inszenierung von Rampal ist aufgeräumt und illustrativ, aber sie gibt den Schauspielern Freiheit. Claude Jade, die wir gerne wiedersehen, ist sehr gut als herausfordernde Ehefrau, die mit allen Finessen Patrick Préjean als Diener Gottes vor den Kopf stößt. Man glaubt an sie. Sie sprudelt. Es ist unmöglich, ihr zu widerstehen. Und Préjean altert prächtig“

„Was wäre, wenn Molières Menschenfeind eine Fortsetzung hätte? Jacques Rampal stellte sich das vor, als er Célimène und den Kardinal kreierte. Die Idee dahinter? 20 Jahre nach ihrer Trennung treffen sich die beiden Protagonisten wieder. Im Misanthrop ist Célimène eine charmante, freiheitsliebende, weltgewandte junge Frau, die am Hof des Königs lebt. Zwanzig Jahre später hat Célimène ihren Status verraten, indem sie einen Bürgerlichen geheiratet hat, und führt ein aufrechtes Leben. Sie erhält einen Brief, in dem der Besuch von Alceste angekündigt wird, der inzwischen Kardinal geworden ist. Mit Célimène und dem Kardinal ginge Rampal (einigen Kritikern zufolge) in den Selbstmord. Poquelin vervollständigen? Reiner Wahnsinn! Dennoch ist das Stück ein kleines Juwel an Boshaftigkeit und Satire, das Molière zweifellos nicht verleugnet hätte. Obwohl es in Alexandrinern geschrieben ist, ist das Wort nicht weniger zeitgenössisch und die behandelten Themen von brennender Aktualität. Die hervorragende schauspielerische Leistung von Patrick Préjean und Claude Jade verleiht diesem modernen Stück den Stempel eines großen Klassikers. Im Bourgeois gentilhomme lernt Monsieur Jourdain, sich zu verbeugen: ein unverzichtbarer Lernprozess für die Zuschauer, die das Glück haben werden, Jacques Rampal und seine Schauspieler zu begrüßen“